# Gerardus Anthonius Stolwijk
Gerardus Anthonius Stolwijk (Zwammerdam, 25 juli 1918 – Monster, 19 juli 1984) was een Nederlands politicus van de KVP en later het CDA.
Na de lagere school in Zwammerdam ging hij voor het gymnasium naar het kleinseminarie Hageveld in Heemstede. Hij wilde geen priester worden en was vanaf 1936 volontair bij de gemeente Reeuwijk. In 1939 kreeg hij zijn eerste betaalde baan toen hij ging werken bij de Reeuwijkse distributiedienst en in 1942 stapte hij over naar de gemeente Voorschoten waar hij opklom tot chef financiën. In 1948 werd hij aangesteld als de gemeentesecretaris van Sassenheim. In april 1966 werd Stolwijk de burgemeester van Voorhout en eind 1975 volgde zijn benoeming tot burgemeester van Monster. Hij zou die functie vervullen tot augustus 1983 toen hij met pensioen ging en werd opgevolgd door M.P. van der Klugt-Witteman; tot dan wethouder en loco-burgemeester te Monster. Midden 1984 overleed Stolwijk daar op 65-jarige leeftijd.